# Cástor de Aquitania
San Castor de Aquitania (del alemán: Kastor von Karden) fue un sacerdote y ermitaño del siglo IV que es venerado como santo por la Iglesia católica. Castor fue pupilo de Maximino de Tréveris alrededor de 345 d. C., y fue ordenado como sacerdote por Maximino. Como su profesor, Castor pudo haber venido de la región de Aquitania.  En su ordenación, Castor se asentó en Karden sobre el río Mosela como ermitaño con varios compañeros, donde se dedicaron a la vida contemplativa y establecieron una pequeña comunidad religiosa. Castor murió en Karden a una edad avanzada.

## Veneración
Por el año 791 d. C., ya había un relicario dedicada a San Castor, el cual fue trasladada a Paulinuskirchen en Karden.  En 836, las reliquias fueron trasladadas a lo se convirtió en la Basílica de San Castor en Coblenza por el Arzobispo Hetto de Trier.